# شهرداری هوآکاراجه
شهرداری هوآکاراجه (به اسپانیایی: Huacaraje) یک شهرداری در بولیوی است که در استان ایتنز واقع شده‌است.